# Tiana Lynn
Tiana Lynn (ur. 1 września 1983 w Tucson) – amerykańska aktorka pornograficzna. Zyskała popularność dzięki umiejętności damskiej ejakulacji.

## Kariera
Urodziła się w Tucson w stanie Arizona. W 2003 roku, w wieku dwudziestu lat pojawiła się w produkcjach: CinemaPlay Girls Of Amateur Pages 1, Evasive Angles 18 and Nasty 35, Little White Slave Girls 4, Four X Four 1 i Eighteen 'N Interracial 8, Celestial Bangin Beaver on the Bus 1, West Coast Productions Black and White Passion 5, Exquisite Slayer Unleashed 1, Red Light District Cum Dumpsters 4 i Young Ripe Mellons 2, Astral Ocean Cinema Fetisha: Hardcore Pantyhose oraz Smash Pictures White Wife Black Cock 1.
W 2005 roku była nominowana do AVN Award w kategorii „Najlepsza scena seksu samych dziewczyn – wideo” w Cytherea Iz Squirtwoman 1 (2004) z Cythereą.
W 2006 roku zdobyła trzy nominacje do AVN Award w kategoriach: „Najlepsza scena seksu oralnego – wideo” w Feeding Frenzy 6 (2004) z Arnoldem Schwartzenpeckerem, Brettem Rockmanem, Falco Zito, Jamesem Deenem, Julesem Jordanem i Scottem Lyonsem, „Najbardziej dziwaczna scena seksu – wideo” w Swallow My Squirt 1 (2005) z Arianą Jollee, Jakiem Malone’em i Kyle Stone oraz „Najlepsza scena seksu grupowego samych dziewczyn – wideo” w Supersquirt 2 (2005) z Dani Woodward i Sammie Rhodes.